# Rock 'n' Roll (Motörhead)
| Recensione             | Giudizio |
| ---------------------- | -------- |
| AllMusic               |          |
| Encyclopaedia Metallum | 74/100   |

Rock 'n' Roll è l'ottavo album dei Motörhead, pubblicato nel 1987 per la GWR.

## Il disco
Il disco, uscito per l'etichetta GWR, è la prima apparizione della formazione composta da Lemmy, Campbell, Würzel, Philty Animal Taylor, che sarebbe durata fino al 1992.
L'album ha raggiunto la posizione numero 34 nelle classifiche britanniche ed è stato, quindi, per la band, l'album entrato in classifica nella posizione più bassa fino ad allora.
Con il titolo i Motörhead sottolineano subito il loro genere musicale, cioè il rock & roll, come da sempre dice il leader e bassista Lemmy Kilmister. Oltre a questo, l'album ha segnato il ritorno alla batteria di Phil Taylor.
La traccia Eat the Rich (e non solo) è stata usata nel film del 1987 di Peter Richardson Mangia il ricco, nel quale Lemmy aveva anche una piccola parte nel ruolo di Spider.
La quarta traccia Stone Deaf In the U.S.A. vede la presenza di una preghiera recitata da Michael Palin.

## Tracce
Tutte le tracce sono composte da Michael Burston, Phil Campbell, Pete Gill e Lemmy Kilmister.
1. Rock 'n' Roll – 3:49
2. Eat the Rich – 4:34
3. Blackheart – 4:03
4. Stone Deaf In the U.S.A. – 3:40
5. The Wolf – 3:28
6. Traitor – 3:17
7. Dogs – 3:48
8. All For You – 4:10
9. Boogeyman – 3:07

- La riedizione del cd contiene le seguenti bonus-tracks;

10. Cradle to the Grave - (B-Side del singolo Eat The Rich) – 4:05
11. Just 'Cos You Got the Power - (B-Side del singolo Eat The Rich) – 7:30
eccetto la versione del 2000 della Castle Communication, che contiene invece queste tracce bonus;
10. Cradle To the Grave (Bonus Track)
11. Just 'Cos You Got the Power (Bonus Track)
12. Senza titolo
- Inoltre, la riedizione dell'album uscita nel 2006, contiene anche un bonus-CD con l'esibizione della band al Monsters Of Rock festival del 16 agosto 1986:

1. Iron Fist
2. Stay Clean
3. Nothing Up My Sleeve
4. Metropolis
5. Doctor Rock
6. Killed by Death
7. Ace of Spades
8. Steal Your Face
9. Bite the Bullet
10. Built for Speed
11. Orgasmatron
12. No Class
13. Motörhead

## Formazione
- Lemmy Kilmister - basso, voce; chitarra (9)
- Phil Campbell - chitarra
- Würzel - chitarra
- Philthy Animal Taylor - batteria